# Sido (Colette)
Pour les articles homonymes, voir Sido.
Sido est un roman autobiographique de Colette, qui décrit sa mère Sidonie Landoy, surnommée Sido, mais également son entourage familial. Il s'agit d'un livre de souvenirs d'enfance et de jeunesse de l'écrivaine.

## Contexte familial

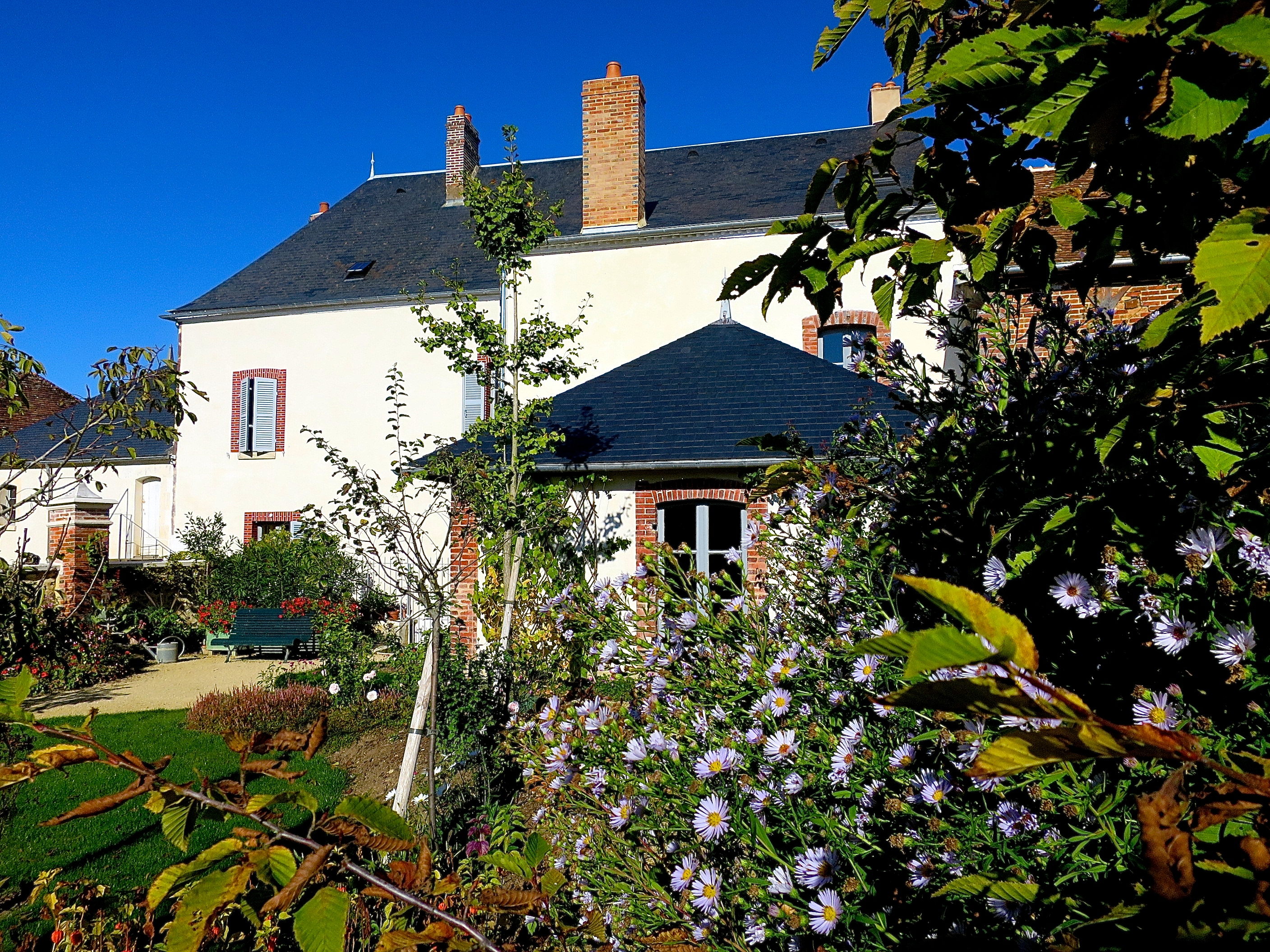
Maison natale de Colette dans l'Yonne en Bourgogne, labellisée Maisons des Illustres.

Colette est la dernière des quatre enfants (deux filles et deux garçons) de Sidonie Landoy, dite « Sido » (12 août 1835 - 25 septembre 1912). Son père, second mari de Sido, est le capitaine Jules-Joseph Colette (26 septembre 1829 - 17 septembre 1905), Saint-Cyrien, zouave qui a perdu une jambe lors de la bataille de Melegnano en 1859 et est devenu percepteur.
Elle passe une enfance heureuse dans sa maison natale à Saint-Sauveur-en-Puisaye, un gros village de Bourgogne,. Adorée par sa mère comme un « joyau tout en or » au sein d'une nature fraternelle, elle reçoit une éducation laïque. Sido, féministe et athée convaincue qui ne craint pas de troubler le curé de Saint-Sauveur avec son chien ou de lire Corneille caché dans un missel, lui apprend l'art de l'observation, notamment dans le jardin donnant sur la cour de la maison.

## Résumé
Dans Sido (1929), Colette propose une plongée introspective dans les souvenirs de son enfance en Bourgogne, en dressant un portrait émouvant et nuancé des membres de sa famille. À travers une écriture poétique et empreinte de sensibilité, l’autrice explore les liens familiaux, les singularités de chaque individu, et leur impact sur sa propre construction personnelle. Le récit, structuré en trois parties principales, met en lumière la figure centrale de sa mère, tout en évoquant avec finesse les autres membres de son entourage familial.

### Chapitre 1: Sido (sa mère)
Sido, surnom affectueux de Sidonie Landoy, occupe une place primordiale dans le récit. Colette décrit une femme extraordinaire, à la fois simple et profondément connectée à la nature. Sido est dépeinte comme une mère aimante et intuitive, dotée d’un esprit indépendant et d’une grande sagesse. Elle incarne une force douce, une figure de résilience dans un univers dominé par les préoccupations matérielles.
Colette raconte les petits gestes, les réflexions philosophiques et les habitudes de sa mère, qui semblent incarner une vision harmonieuse de la vie, en harmonie avec le rythme naturel du monde. Sido est à la fois une guide spirituelle et une source d’inspiration pour l’écrivaine, qui lui rend ici un vibrant hommage.

### Chapitre 2: Le capitaine (son père)
Dans cette partie, Colette s’attarde sur son père, Jules-Joseph Colette, un ancien officier surnommé "le capitaine". Homme de principes et de discipline, il est décrit avec un mélange d’ironie et d’affection. Contrairement à Sido, le capitaine est une figure plus rigide, parfois distante, mais néanmoins attachante.
Son caractère méthodique, son amour des récits militaires et son respect des traditions contrastent avec la liberté et la spontanéité de Sido. Colette ne manque pas de souligner ses faiblesses, mais aussi les moments de complicité qu’elle partage avec lui. Ce portrait, teinté de nostalgie et de retenue, révèle la complexité des relations père-fille.

### Chapitre 3: Les sauvages (ses frères et sa sœur)
Le dernier chapitre s’attarde sur les frères et la sœur de Colette, qu’elle surnomme "les sauvages" pour leur tempérament fougueux et indiscipliné. À travers des anecdotes pleines de vie, elle évoque leurs jeux, leurs disputes et leurs élans d’imagination.
Chaque membre de cette fratrie est dépeint avec des traits distinctifs : des personnalités parfois extrêmes, mais toujours attachantes, qui reflètent une certaine effervescence propre à l’enfance. Colette explore à travers eux la richesse des liens fraternels, marqués par des rivalités, mais aussi une complicité indéfectible.
Ce chapitre donne à l’ouvrage une tonalité vivante et joyeuse, contrastant avec la sérénité des portraits parentaux.

### Thèmes et style
Sido est avant tout une œuvre d’hommage, où Colette célèbre les figures qui ont marqué sa jeunesse. Ce récit autobiographique est empreint de lyrisme et d’émotion, mêlant descriptions naturalistes, réflexions philosophiques et portraits intimes. À travers le regard de Colette, la maison familiale devient un microcosme où se jouent des dynamiques humaines universelles.
L’amour de la nature, si cher à Sido, traverse tout le récit : les jardins, les paysages et les saisons forment un décor vivant qui nourrit l’atmosphère poétique du texte. Par ailleurs, Sido est aussi une exploration de la mémoire, où Colette cherche à capturer, avec une précision affectueuse, les fragments d’un passé révolu.

### Réception critique
À sa parution, Sido a été salué pour la profondeur de son écriture et la beauté de ses évocations familiales. Le livre est souvent considéré comme une œuvre incontournable de Colette, révélant une autre facette de l’autrice : celle d’une femme profondément attachée à ses racines et à ses proches. Il est également étudié pour son style littéraire unique, où se mêlent simplicité et élégance, et pour sa contribution au genre autobiographique.

## Analyse
Sido est souvent considéré comme une autobiographie partielle, où Colette rend hommage à sa mère, Sidonie Landoy, surnommée Sido, et à son père, le capitaine Colette. C'est une plongée dans l'enfance de l'autrice, marquée par la forte personnalité de sa mère et la vie dans la campagne bourguignonne.

### Thèmes principaux
1. La figure maternelle :
  - Sido est le centre du livre, une femme à la fois forte et douce, intelligente et intuitive. Elle représente une figure maternelle quasi mythologique, une source d'inspiration et de sagesse. Colette décrit avec tendresse et admiration cette femme qui a eu une influence décisive sur sa vie et son œuvre.
  - La relation mère-fille est centrale, et Colette montre comment Sido a façonné sa vision du monde et sa sensibilité artistique.
2. La nature :
  - La campagne bourguignonne est un autre personnage du livre. Colette décrit avec une grande précision et une poésie délicate la nature environnante, les saisons, les animaux et les plantes. Ces descriptions montrent l'attachement profond de Colette à la nature, un thème récurrent dans toute son œuvre.
  - La nature est aussi un lieu de liberté et de découverte pour l'enfant qu'elle était, un espace où elle pouvait s'épanouir loin des contraintes sociales.
3. L'enfance et les souvenirs :
  - Le livre est une évocation nostalgique de l'enfance, une période de découverte, de liberté et de formation. Colette se remémore avec tendresse et mélancolie les moments passés avec ses parents et les premiers éveils de ses sens et de son esprit.
  - Les souvenirs sont décrits avec une grande richesse sensorielle, rendant le passé vivant et présent.
4. La transmission et l'héritage :
  - Colette montre comment les valeurs, les connaissances et les attitudes de ses parents, en particulier de sa mère, ont été transmises à elle. Cet héritage n'est pas seulement intellectuel mais aussi émotionnel et spirituel.
  - La figure du père, bien que moins centrale que celle de Sido, est également importante. Il représente une autre forme d'influence, plus discrète mais tout aussi essentielle.

### Style et structure
- Écriture poétique :
  - Le style de Colette dans "Sido" est caractérisé par sa poésie et sa sensualité. Les descriptions sont minutieuses et évocatrices, souvent teintées de lyrisme. Colette parvient à capturer les sensations et les émotions avec une grande précision.
- Fragmentation narrative :
  - Le livre est composé de courts chapitres, presque comme des vignettes ou des tableaux. Cette structure fragmentée reflète la nature des souvenirs, qui viennent par bribes et non de manière linéaire.
- Intimité et confession :
  - "Sido" est un livre intime, presque confessionnel. Colette s'y livre avec une grande sincérité, dévoilant ses émotions et ses pensées les plus profondes.

### Conclusion
Sido est une œuvre essentielle pour comprendre non seulement la vie de Colette mais aussi son univers littéraire. À travers le portrait de sa mère et les souvenirs de son enfance, Colette nous offre une réflexion sur les racines de son inspiration et de sa sensibilité. C'est un hommage touchant à la figure maternelle et à la nature, deux piliers de son existence. Ce livre, par sa beauté formelle et sa profondeur émotionnelle, demeure une pièce maîtresse de la littérature autobiographique française.

### La dimension cosmique de la mère

#### Sido, «lapythonisse»
Être inspiré, la mère communique avec les forces cosmiques : « elle captait des avertissements éoliens… », elle est "avertie par ses antennes". Le microcosme du jardin de St-Sauveur, espace clos, s'ouvre sur le monde, l'univers macrocosmique. La maison est comparée à un « navire natal » dans l'immensité, dont Sido est la capitaine. La mère, « au centre d'une rose de jardins, de vents, de rayons », de la "Rose des Vents", perçoit les messages de l'univers, et Sido s'achève sur cette image grandiose.

#### Sido mythique
La mère prend une dimension mythique : comme Antée, elle reprend ses forces chaque fois qu'elle touche la terre. Elle est aussi l'image d'une Flore ou d'une Pomone, divinités tutélaires. Les frères, marqués par l'hérédité maternelle, sont des sylphes.
La mère initie sa fille, la plus proche d'elle, aux merveilles du monde : sa connaissance de la nature est supérieure à celle, livresque et artificielle, du capitaine, « le poète et citadin » qui communique mal avec les animaux.

## Éditions
Le roman est inclus dans les ouvrages de la collection Bibliothèque de la Pléiade recensant les Œuvres de Colette, paru chez Gallimard.
Le livre est précédé d'une première édition sous le titre : Sido ou les points cardinaux en 1929 (surtout centré sur sa mère) que Colette complètera l'année suivante.
Il est également publié en livre de poche avec une préface inédite d'Antoine Compagnon, suivi par Les Vrilles de la vigne, l'ensemble faisant par ailleurs l'objet d'une édition pédagogique parue en juin 2022 dans le cadre du programme du baccalauréat 2023.